# 上新田町 (前橋市)
上新田町（かみしんでんまち）は、群馬県前橋市の地名。郵便番号は371-0821。2013年現在の面積は0.73km2。

## 地理
前橋市の西部、前橋台地、利根川右岸に位置している。総社城を築城する際に用水確保のため造られた天狗岩用水が流れている。

### 河川
- 利根川

### 用水
- 天狗岩用水

## 歴史
江戸時代頃からある地名である。はじめは総社藩領だったが、のちに高崎藩領となる。

### 年表
- 1889年4月1日 町村制施行により、上新田村は箱田村、前箱田村、川曲村、稲荷新田村、下新田村、小相木村、後家村、江田村、古市村と合併し群馬郡東村が成立する。
- 1896年4月1日 郡統合（西群馬郡と片岡郡の統合）により群馬郡に所属する。
- 1954年4月1日 周辺1町5村（元総社村、上川淵村、芳賀村、桂萱村、下川淵村、群馬郡総社町）とともに東村は前橋市へ編入する。そのため前橋市上新田町となる。
- 1963年 一部が朝日が丘町となる。
- 1969年 一部が大利根町1-2丁目、光が丘町となる。

## 世帯数と人口
2017年（平成29年）8月31日現在の世帯数と人口は以下の通りである。
| 町丁     | 世帯数    | 人口    |
| -------- | --------- | ------- |
| 上新田町 | 1,550世帯 | 3,631人 |

## 小・中学校の学区
市立小・中学校に通う場合、学区は以下の通りとなる。
| 番地 | 小学校             | 中学校           |
| ---- | ------------------ | ---------------- |
| 全域 | 前橋市立新田小学校 | 前橋市立東中学校 |

## 交通

### 鉄道
鉄道駅はない。最寄りの鉄道駅はJR新前橋駅（古市町）である

### バス
下記2路線が利用可能である
- 上信観光バス [高41]高崎駅西口 - 京目 - 新前橋駅 - 前橋駅 線
- 前橋市コミュニティバス [循51・循52]マイバス西循環 線（運行受託は永井運輸）

下記のバス停留所が町内に配置されている
- 育英高校（前橋駅方面バス停のみ町内に所在）
- 済生会前橋病院
- 上新田郵便局（上信観光バスのみ）

### 道路
国道は通っておらず、県道は群馬県道・埼玉県道13号前橋長瀞線が通っている。

## 施設
- 前橋市立新田小学校
- 前橋上新田郵便局
- 群馬県済生会前橋病院